# Alpaida carminea
Alpaida carminea là một loài nhện trong họ Araneidae.
Loài này thuộc chi Alpaida. Alpaida carminea được Władysław Taczanowski miêu tả năm 1878.